# Coelbren
Coelbren es una localidad situada en el condado de Powys, en Gales (Reino Unido), con una población estimada a mediados de 2019 de 483 habitantes.
Se encuentra ubicada al este de Gales, a poca distancia de la frontera con Inglaterra.

## Historia
La calzada romana de Sarn Helen pasa cerca del pueblo en su lado este. Sus restos y los de un fuerte romano están ahora muy degradados. El tranvía del bosque de Brecon se construyó a través del pueblo en la década de 1820. Es de destacar al este de Coelbren el sitio de Banwen Ironworks, cuya supervivencia parcial se debe a su temprano fracaso. Fue construido en la década de 1840 por especuladores de Londres, pero es posible que haya producido sólo 80 toneladas de arrabio, y todo el ejercicio se vio envuelto en un escándalo financiero.
Desde 1873, Coelbren fue la ubicación de un cruce importante en el ferrocarril Neath y Brecon, de donde divergía un ramal de 7 millas que conducía al ferrocarril Swansea Vale en Ynysygeinon. El contratista John Dickson hizo construir una terraza de casas muy posiblemente para los peones que trabajaban en la línea y se conocía originalmente como Dickson's Row, aunque ahora se conoce como Price's Row. Las líneas se cerraron en 1962, aunque todavía se puede ver la vía casi rodeando la parte este del pueblo. La ruta a Swansea Vale se ha convertido ahora en un carril bici como Ruta 43 de la Red Nacional de Ciclismo que une el pueblo con Ystradgynlais; Está previsto que el trazado de la vía hacia el norte hacia Brecon también forme parte de la Ruta 43.
En 1894 se abrió una escuela en el pueblo, ubicada al principio en la sacristía de la Capilla Bautista Moriah. Fue trasladado a un nuevo sitio especialmente construido más al oeste en Heol Eglwys en 1898 y en 1912 se amplió enormemente. El Coelbren Welfare and Memorial Hall original se construyó hacia la parte superior de Station Road en 1925 y funcionó hasta la década de 1990, cuando se construyó el edificio actual.
La carretera A4221 que une Abercraf con la A4109 Inter Valley Road (Glynneath a Aberdulais) cerca de Dyffryn Cellwen pasa al sur inmediato del pueblo, y su construcción a finales del siglo XX hizo que el pueblo estuviera menos aislado de lo que había estado hasta ahora.